# YouOS
YouOS是一個由WebShaka製作的實驗性網路作業系統，為一個作業系統在網頁上現代作業系統的桌面環境複製品，使用Javascript與遠端的伺服器通訊。這允許用戶儲存一個可在以後回復的環境，讓多個用家合作使用一個環境。該軟件現仍在開發階段。
YouOS提供了一個像IDE一樣易於使用的API程式開發工具。這讓YouOS擁有超過150個程式。
YouOs已经从2008年起停止提供服务。它只开发到alpha版。